# Platycypha pinheyi
Platycypha pinheyi är en trollsländeart som beskrevs av Fraser 1950. Platycypha pinheyi ingår i släktet Platycypha och familjen Chlorocyphidae. IUCN kategoriserar arten globalt som nära hotad. Inga underarter finns listade i Catalogue of Life.